# المجمع المغلق 1591
المجمع المغلق 1591 هو المجمع الموكول بانتخاب بابا الكنيسة الكاثوليكية الجديد بعد استقالة البابا. انعقد مجمع الكرادلة لانتخاب البابا الجديد بدءًا من
27 أكتوبر 1591 وانتهى في 29 أكتوبر 1591. انتُخبَ إينوسنتالتاسع ليكون البابا الجديد للكنيسة.
عُقدَ المجمع في الفاتيكان.